# No.1 (JOKERの曲)
『No.1』（ナンバーワン）は、JOKERの1枚目のシングルである。

## 概要
- CD＋DVD①・CD＋DVD②・CD Only盤の3種類。DVDには『No.1』のMUSIC CLIPとインタビュー＆メイキング映像がそれぞれ収録されている。

## 収録曲
1. No.1
作詞/作曲/編曲：日比野裕史
2. for us
作詞：加藤和樹　作曲：加藤和樹/日比野裕史  編曲：日比野裕史
3. No.1(Instrumental)
4. for us(Instrumental)